# Last Stand
Last Stand – kanadyjski film fabularny z 2000 roku, wyreżyserowany przez Lloyda A. Simandla do scenariusza Chrisa Hyde'a.

## Obsada
- Josh Barker jako Jake
- Kate Rodger jako Kate
- Orestes Matacena jako gen. Ivan Kragov
- Katerina Brozova jako Tanya